# 阿尔内·塞尔莫松
阿尔内·塞尔莫松（瑞典語：Arne Selmosson，1931年3月29日—2002年2月19日），瑞典男子足球运动员，司职前锋。他曾代表瑞典国家队参加1958年国际足联世界杯，获得亚军。他于2002年去世，享年70岁。